# Selección de fútbol sub-15 de Uruguay
La selección de fútbol sub-15 de Uruguay es el equipo formado por jugadores menores de 15 años de edad, que representa a la Asociación Uruguaya de Fútbol en el Campeonato Sudamericano Sub-15 y en los Juegos olímpicos de la juventud.
Su mejor participación en un Sudamericano ha sido en la edición de 2007 cuando fue subcampeona.
Los jugadores Emiliano Velázquez y Gastón Silva, jugaron en esta categoría y debutaron en la selección mayor.

## Estadísticas

### Juegos Olímpicos de la Juventud
| Año           | Ronda                                      | Posición                                   | PJ                                         | PG                                         | PE                                         | PP                                         | GF                                         | GC                                         |                                            |
| ------------- | ------------------------------------------ | ------------------------------------------ | ------------------------------------------ | ------------------------------------------ | ------------------------------------------ | ------------------------------------------ | ------------------------------------------ | ------------------------------------------ | ------------------------------------------ |
| Singapur 2010 | Los equipos participantes fueron invitados | Los equipos participantes fueron invitados | Los equipos participantes fueron invitados | Los equipos participantes fueron invitados | Los equipos participantes fueron invitados | Los equipos participantes fueron invitados | Los equipos participantes fueron invitados | Los equipos participantes fueron invitados | Los equipos participantes fueron invitados |
| Nankín 2014   | No clasificó                               | No clasificó                               | No clasificó                               | No clasificó                               | No clasificó                               | No clasificó                               | No clasificó                               | No clasificó                               | No clasificó                               |

### Campeonato Sudamericano Sub-15
| Año            | Ronda            | Posición | PJ | PG | PE | PP | GF | GC |
| -------------- | ---------------- | -------- | -- | -- | -- | -- | -- | -- |
| Paraguay 2004  | Cuartos de final | 5º       | 4  | 2  | 1  | 1  | 3  | 3  |
| Bolivia 2005   | Primera fase     | 7º       | 4  | 1  | 1  | 2  | 3  | 6  |
| Brasil 2007    | Subcampeón       | 2º       | 7  | 4  | 0  | 3  | 15 | 8  |
| Bolivia 2009   | Fase final       | 4º       | 7  | 3  | 1  | 3  | 10 | 10 |
| Uruguay 2011   | Fase final       | 4º       | 7  | 3  | 1  | 3  | 10 | 8  |
| Bolivia 2013   | Primera fase     | 6º       | 4  | 1  | 2  | 1  | 6  | 5  |
| Colombia 2015  | Subcampeón       | 2º       | 6  | 4  | 1  | 4  | 11 | 9  |
| Argentina 2017 | Primera fase     | 8º       | 5  | 1  | 3  | 1  | 13 | 7  |
| Paraguay 2019  | Primera fase     | 10º      | 4  | 1  | 0  | 3  | 6  | 9  |
| Bolivia 2023   | Primera fase     | 8°       | 4  | 0  | 3  | 1  | 5  | 6  |

### Copa México de Naciones
| Año         | Ronda        | Posición     | PJ           | PG           | PE           | PP           | GF           | GC           |              |
| ----------- | ------------ | ------------ | ------------ | ------------ | ------------ | ------------ | ------------ | ------------ | ------------ |
| México 2012 | No participó | No participó | No participó | No participó | No participó | No participó | No participó | No participó | No participó |
| México 2013 | Subcampeón   | 2°           | 6            | 2            | 2            | 2            | 14           | 10           |              |
| México 2014 | No participó | No participó | No participó | No participó | No participó | No participó | No participó | No participó | No participó |
| México 2015 | No participó | No participó | No participó | No participó | No participó | No participó | No participó | No participó | No participó |

## Jugadores
- Se muestran los convocados al Campeonato Sudamericano Sub-15 de 2015